# ジャン・ドマルキ
ジャン・ドマルキ（Jean Domarchi）は、フランスの映画批評家、編集者である。

## 人物
ヌーヴェルヴァーグのゆりかごとなったシネクラブ「シネクラブ・デュ・カルティエ・ラタン」に参加、『ラ・ガゼット・デュ・シネマ』誌（エリック・ロメール編集）、つづいて創刊された『カイエ・デュ・シネマ』誌で活躍、ジャン＝リュック・ゴダールのデビュー長編『勝手にしやがれ』に出演したことで知られる。ディジョン大学教授。

## 来歴
1950年5月 - 11月、ロメールが「シネクラブ・デュ・カルティエ・ラタン」機関誌として創刊したわずか「5号」きりの雑誌『ラ・ガゼット・デュ・シネマ』に執筆参加している。
1951年4月、アンドレ・バザン、ジャック・ドニオル＝ヴァルクローズらによる『カイエ・デュ・シネマ』創刊に参加、1952年12月、『カイエ』誌18号にオーソン・ウェルズ『オセロ』論として『Littérature et cinéma（文学と映画）』が掲載され、1953年3月、『カイエ』誌21号にF・W・ムルナウ論として『Présence de F.W. Murnau（F・W・ムルナウの現前）』が掲載された。1959年7月、『カイエ』誌掲載の「アラン・レネ『二十四時間の情事』についてのディスカッション」に、ピエール・カスト、ドニオル＝ヴァルクローズ、ゴダール、 ジャック・リヴェット、エリック・ロメールとともに参加している。
1959年夏、ロメールがクロード・シャブロルプロデュースのもと、長編第一作『獅子座』（1963年発表）を撮るにあたって、ゴダールとともに出演者として参加（ノンクレジット）。同年、ゴダールが長編第一作『勝手にしやがれ』（1960年発表）を撮るにあたって、酔っ払い役で出演。『カイエ』グループからはジャーナリスト役のアンドレ・S・ラバルト、ジャン・ドゥーシェのほかミシェル・ムルレ、ジャック・シクリエが出演している。
1965年、アンドレ・S・ラバルトとジャニーヌ・バザンプロデュースによるテレビドキュメンタリーシリーズ『われらの時代のシネアストたち Cinéastes de notre temps』の『サシャ・ギトリ Sacha Guitry 』（クロード・ド・ジヴレー演出）に出演する。他の出演者は、ミシェル・シモン、クリスチャン＝ジャックら。 
ゴダールと親しく、ヌーヴェルヴァーグ人脈の中心部にいたが、映画そのものの演出・脚本執筆をすることはなかった。ゴダールは、『ゴダールの映画史』の『4A 宇宙のコントロール』（1997年 - 1998年）をドマルキに捧げている。現在は、ディジョン大学で教鞭をとり、哲学と経済学についての著書がある。

## フィルモグラフィ
いずれも出演。
- 『獅子座』、監督エリック・ロメール、1959年 - 1963年
- 『勝手にしやがれ』、監督ジャン＝リュック・ゴダール、1959年 - 1960年 - 酔っぱらい役
- 『サシャ・ギトリ』/『われらの時代のシネアストたち』、監督クロード・ド・ジヴレー、1965年 - 彼自身

## ビブリオグラフィ
- George Cukor, Seghers, 1965
- Murnau, Avant Scène, Anthologie du cinéma, 1965
- Marx et l'histoire, L'Herne, 1972
- Actualité du cinéma américain, Olivier Eyquem (dir.), Filméditions Cinéma d'aujourd'hui, 1979

## 関連事項
- ディジョン大学　（en:University of Burgundy）

## 註
1. ↑  Cahiers Du Cinema: The 1950's Neo-Realism, Hollywood, New Wave (Harvard Film Studies) 英語 ISBN 0674090616
2. ↑  #外部リンク欄のInternet Movie Databaseリンク先の記述を参照。二重リンクを省く。